# Rubinstrupig myzomela
Rubinstrupig myzomela (Myzomela eques) är en fågel i familjen honungsfåglar inom ordningen tättingar.

## Utbredning och systematik
Rubinstrupig myzomela delas in i fyra underarter:
- Myzomela eques eques – förekommer i norra Västpapua, Waigeo, Salawati och Misool
- Myzomela eques primitiva – förekommer i norra Västpapua (Geelvink Bay, Astrolabe Bay)
- Myzomela eques nymani – förekommer i  södra och östra Papua Nya Guinea
- Myzomela eques karimuiensis – förekommer i östra Papua Nya Guinea

## Status
IUCN kategoriserar arten som livskraftig.